# هيندر
هيندر هي فرقة روك أمريكية من مدينة أوكلاهوما سيتي تأسست عام 2001 من قبل أوستين جون، جو غارفي وكودي هانسون.

## روابط خارجية
هيندر على موقع ميوزك برينز (الإنجليزية)
- هيندر على موقع أول ميوزيك (الإنجليزية)
- هيندر على موقع ديسكوغز (الإنجليزية)